# Julia Mäkkylä
Julia Mäkkylä, född 1994, är en finlandssvensk författare, som 2023 debuterade med novellsamlingen Apelsinfågeln på förlaget Schildts & Söderströms. År 2024 utkom hennes andra novellsamling Vinklar på samma förlag. Mäkkylä tilldelades 2021 andra pris i Arvid Mörne-tävlingen.